# Comprex
Il Comprex, o "dispositivo ad onda di pressione" è un sistema di sovralimentazione sviluppato dalla Brown, Boveri & Cie, che si differenzia dal turbocompressore e dal compressore volumetrico.

## Descrizione/funzionamento
Il Comprex consiste in una girante cilindrica con svariati condotti interni dritti di diverso diametro, azionata direttamente dal motore, in cui da un lato entra l'aria utilizzata poi per la combustione e dall'altro i gas di scarico. I flussi dei due gas entrano nei tubi della girante da lati opposti, e collidono tra loro, mentre la girante ruota aprendo e chiudendo le "luci" attraverso cui i gas affluiscono, dopodiché i gas di scarico fuoriescono dallo scarico mentre l'aria di aspirazione, compressa dalla pressione dei gas di scarico, viene convogliata nella camera da scoppio, a una pressione molto più alta di quella atmosferica.

## Vantaggi
I vantaggi principali di questa soluzione rispetto ai motori turbocompressi sono:
- Risposta più pronta: in fase di accelerazione, questo dispositivo si pone a metà strada tra il compressore volumetrico e il turbocompressore, il quale, azionato dai gas di scarico del motore, è soggetto all'inerzia delle giranti che porta a un ritardo in accelerazione chiamato anche "turbo-lag".
- Maggiore funzionalità: funzionando tramite le onde di risonanza, si ha una risposta migliore ai bassi regimi, permettendo così curve di coppia piatte, conferendo quindi una caratteristica che si pone a metà strada tra il compressore volumetrico (coppia decrescente) e il turbocompressore (coppia crescente).

## Svantaggi
Gli svantaggi rispetto ad un motore turbocompresso sono:
- Riscaldamento dei gas d'aspirazione: essendo i gas di scarico molto caldi, inevitabilmente anche l'aria di aspirazione viene riscaldata.
È necessario quindi un dispositivo di raffreddamento prima dell'ingresso nella camera da scoppio del motore, pena una forte perdita di rendimento del motore.
- Impurità dei gas freschi: i gas freschi, andando a contatto con i gas combusti, vengono contaminati da questi anche se in minima parte, in modo simile a quanto accade in un motore a due tempi.

## Uso sportivo
Il dispositivo fu sperimentato dalla Ferrari in Formula 1. Oltre che durante le sessioni di collaudo, esso venne impiegato nelle prove della prima gara della stagione 1981, a Long Beach.
Fu installato sulla Ferrari 126 C sovralimentata, che assunse denominazione 126 CX, al fine di compararne le prestazioni col classico turbocompressore (vettura denominata 126 CK). Tali prove proseguirono per tutto l'inverno e per la primavera prima dell'inizio del campionato, ma dopo le prime due gare del Mondiale la scelta cadde definitivamente sul più affidabile turbocompressore, in quanto la forte inerzia del pesante tamburo del Comprex (concepito per uso stradale), sottoposto alle repentine accelerazioni del propulsore da competizione, tendeva a spezzare la cinghia di gomma che lo metteva in movimento. La Brown, Boveri & Cie si era detta disponibile a sviluppare il sistema per uso agonistico, ma la Ferrari giudicò i costi troppo alti e scartò l'ipotesi.